# 杨世林
杨世林（1953年—），汉族，中华人民共和国政治人物、第十一届全国政协委员。
担任农工党中央委员、江西省委副主委、江西中医学院首席教授。2008年，当选第十一届全国政协委员，代表科学技术界，分入第二十九组。